# Cão d'água americano
Cão d'água americano[Nota] (em inglês:  american water spaniel) é uma raça natural de Wisconsin, surgida através dos cruzamentos entre cães de água, incluso o spaniel de água irlandês, que passou à raça o temperamento classificado como afável e obediente. Entre suas características ressaltadas, está o fato de recolher a presa, após levantá-la, com uma mordedura suave. Sua pelagem, variada em chocolate, é densa, cerrada, cacheada e impermeável. Como característica comum aos spaniels, é um animal de adestramento qualificado como fácil.